# (32138) 2000 LQ19
2000 LQ19 (asteroide 32138) é um asteroide da cintura principal. Possui uma excentricidade de 0.17115250 e uma inclinação de 9.72356º.
Este asteroide foi descoberto no dia 8 de junho de 2000 por LINEAR em Socorro.